# Roger Taylor (Schlagzeuger, 1949)

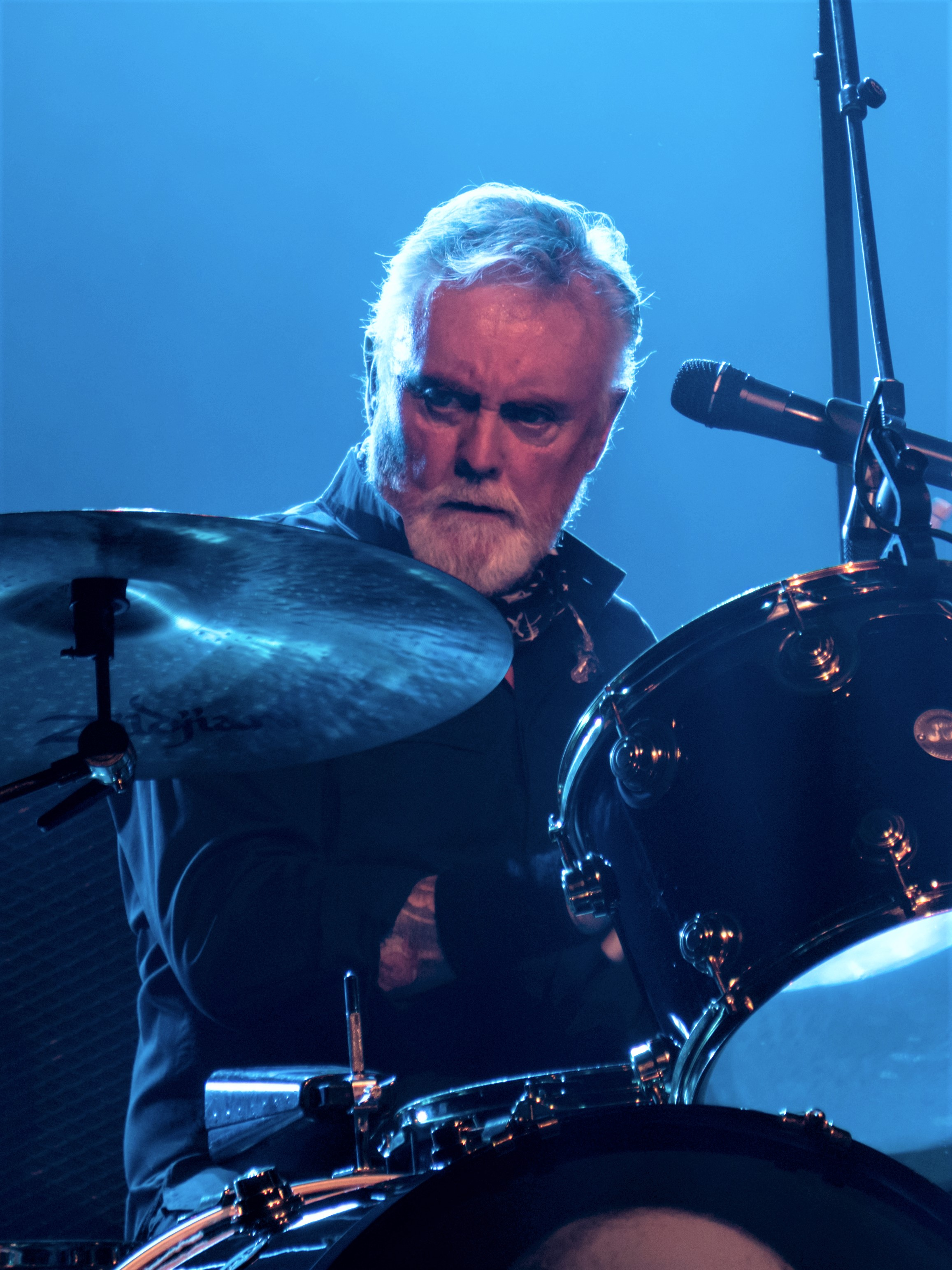
Roger Taylor (2017)

Roger Meddows Taylor OBE (* 26. Juli 1949 in King’s Lynn, England) ist ein britischer Schlagzeuger und Sänger. Er ist Gründungsmitglied und, wie auch die anderen drei Bandmitglieder, Komponist und Songwriter der Rockgruppe Queen sowie deren Schlagzeuger.
Die bekanntesten von ihm geschriebenen Stücke sind Radio Ga Ga, A Kind of Magic, Breakthru, These Are the Days of Our Lives und I’m in Love with My Car. Taylor war außerdem der Kopf der Band The Cross und trat auch solo in Erscheinung.

## Leben
Roger Meddows Taylor ist der Sohn von Michael Taylor, einem Nahrungsmittelinspektor am Landwirtschaftsministerium, und Winifred Taylor. Meddows ist ein Zwischenname, der aus der Familie des Vaters stammt.
Nach einem Umzug nach Truro in Cornwall ging er an die Truro Cathedral School, ein Internat, das er aber nur als Externer besuchte, da er ein Stipendium erhalten hatte. Er trat dem dortigen Chor bei und stellte sein erstes Schlagzeug zusammen; Gitarre- und Ukulelespielen hatte er sich bereits autodidaktisch beigebracht. In Cornwall war Taylor durch seine Band The Reaction, in der er Schlagzeug spielte und später auch sang, relativ bekannt geworden – eine Tatsache, die später sowohl Smile als auch Queen zugutekam.
In London begann er 1967 mit dem Studium der Zahnmedizin am Hospital Medical College in Whitechapel. Schon bald wechselte er aber zur Biologie am North London Polytechnic; er schloss den Studiengang mit dem akademischen Grad Bachelor of Science ab. Er antwortete auf eine Suchanzeige an einem Schwarzen Brett und wurde so Mitglied von Smile, einer von Tim Staffell und Brian May 1968 gegründeten Band. Das erste Konzert spielten Smile im Oktober 1968 als Vorgruppe für Pink Floyd.
Über Tim Staffell lernte Taylor auch dessen Studienkollegen Freddie Mercury kennen. Sie teilten sich später ein Zimmer und betrieben eine Boutique im Kensington Market. Im Smile-Song April Lady von May und Staffell ist Taylor bereits als Backing-Sänger mit seiner charakteristischen Stimme zu hören. Er nutzte seine musikalischen Kontakte in Cornwall, um dort einige Konzerte für Smile zu organisieren.
Nachdem Staffell die Band verlassen hatte, blieben Taylor und May zusammen, gewannen Mercury als Sänger und gründeten 1970 die Band Queen, die zusammen mit dem Bassisten John Deacon bis zum Tod Freddie Mercurys im November 1991 in dieser Besetzung bestand.
1976 begann er eine Partnerschaft mit Dominique Beyrand, der damaligen persönlichen Assistentin von Richard Branson, die er während des Queen-Konzertes im Hyde Park kennengelernt hatte. Mit ihr hat er einen Sohn (* 1980) und eine Tochter (* 1986). Kurz vor der Trennung 1988 heiratete er sie am 25. Januar 1988. Die Scheidung erfolgte 2006.
Zwischen 1981 und 2013 nahm er als Multiinstrumentalist fünf Alben auf, die außerhalb der Queen-Gemeinde jedoch nur wenig Aufmerksamkeit fanden. Die ersten vier Alben schafften es in die britischen Charts. Nachdem Queen ab 1986 wegen Mercurys Erkrankung keine Konzertreisen mehr hatte machen können, gründete Taylor im Herbst 1987 die Band The Cross, um wieder auf Tournee gehen zu können.
Seit 1988 hatte Taylor eine Beziehung mit dem Model Debbie Leng, die auch im Queen-Video Breakthru und im Video zu Cowboys and Indians zu sehen ist. Mit ihr hat er drei weitere Kinder, den Sohn Rufus (* 1991) und zwei Töchter, die 1994 und 2000 geboren wurden. 1999 verließ sie ihn, nachdem er eine Affäre mit einer Striptänzerin gehabt hatte. 2002 kamen sie wieder zusammen, trennten sich jedoch 2004 erneut.
Nach Mercurys Tod und dem ihm zu Ehren veranstalteten Freddie Mercury Tribute Concert treten May und Taylor, die zusammen auch an diversen AIDS-Projekten mitgearbeitet hatten, mit Billigung von John Deacon weiterhin unter dem Namen Queen bei zahlreichen Konzertereignissen auf.
Taylor ist das Queen-Mitglied, das sich am meisten politisch engagierte. Das spiegelt sich vor allem in den Songtexten wider, so werden z. B. die Gefahren der Atomrüstung in Strange Frontier (vom gleichnamigen Album) thematisiert, Armut in Revelations und die Medien in Dear Mr. Murdoch (beide vom Album Happiness?). In Nazis 1994 vom selben Album verurteilte Taylor die Neonazis.
Roger Taylor war neben Freddie Mercury einer der wilden Partygänger der Band. Er rauchte bis zirka 1986 stark und ist für seine Vorliebe für schnelle Autos und Boote, alkoholische Getränke und Frauen bekannt. Als Ritual trank er vor jedem Konzert zwei Shots (ca. 7 cl) Scotch.
Taylor heiratete 2010 Sarina Potgieter, mit der er seit 2004 liiert ist. Für den von ihr produzierten Film Solitary komponierte er die Musik. Zudem inspirierte Taylor den Künstlernamen des Schlagzeugers Taylor Hawkins der Band Foo Fighters, der Roger Taylor als sein großes Vorbild sah.
Taylors Vermögen wurde 2011 auf 80 Millionen britische Pfund geschätzt.
Mit dem Queen-Lied We Will Rock You, gesungen von Jessie J, traten Taylor und Queen-Gitarrist Brian May am 12. August 2012 während der Abschlusszeremonie der Olympischen Sommerspiele in London auf.

## Bedeutung für Queen

### Instrumente

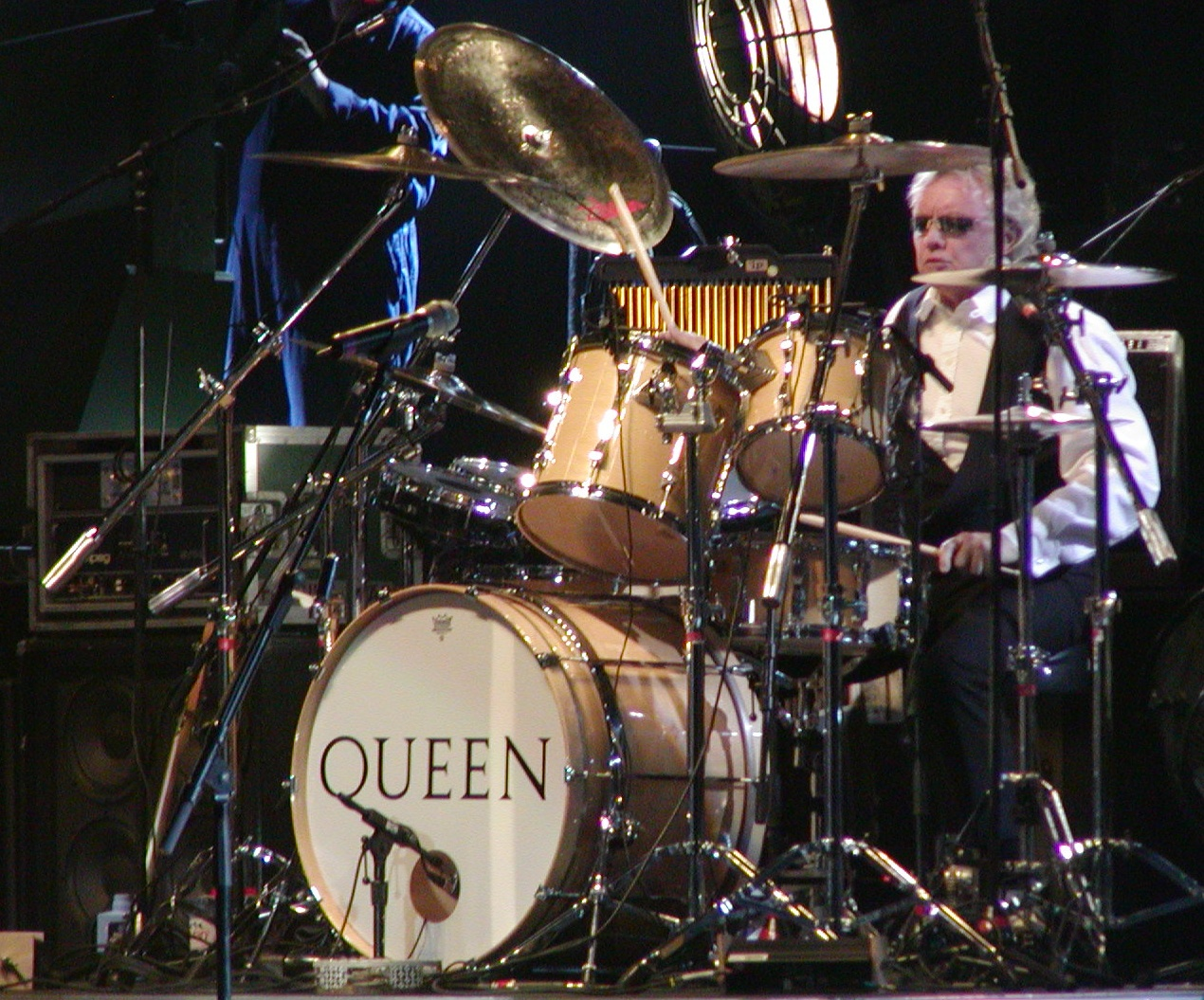
Roger Taylor (2005)

Bei Queen, früher zusammen mit John Deacon, liefert Taylor Liedern seiner Band ein stabiles rhythmisches Gerüst. Auf den meisten Aufnahmen, auf denen Taylor als Schlagzeuger zu hören ist, spielt er einen Rockbeat. Jedoch spielt er auch immer wieder Rhythmen aus anderen Genres, etwa Funk auf Hot Space. Gelegentlich nutzte Taylor auch ein elektronisches Schlagzeug für Aufnahmen mit Queen, so in Drowse oder Fun It. Lediglich auf einer Queen-Aufnahme – dem Gitarrensolo von I Want It All – ist Taylor mit einer Doublebassdrum zu hören.
Aufgrund seiner Erfahrungen mit dem Synthesizer bei der Produktion seines Soloalbums Fun in Space (1981) konnte Taylor seine Bandmitglieder davon überzeugen, dieses Instrument auch in den Queen-Produktionen zu verwenden. So erklang zum ersten Mal auf dem Queen-Album The Game (1980) ein Oberheim-OBX-Synthesizer.
Auf vielen seiner Kompositionen für Queen spielte Taylor Rhythmusgitarre und E-Bass, gelegentlich auch Keyboard und Synthesizer. Beispiele hierfür sind Fight from the Inside und Sheer Heart Attack vom Album News of the World als Bassist und Rhythmusgitarrist und Fun It sowie More of That Jazz vom Album Jazz.

### Gesang
Als Leadsänger hat Taylor eine charakteristische, raue Rockstimme. Auf den in den 1970er Jahren erschienenen Queen-Studioalben sang er die Leadvocals aller von ihm geschriebenen Stücke bis auf Sheer Heart Attack (1977: News of the World). Zu danach aufgenommenen Songs, in denen Taylor als Leadsänger wesentlichen Anteil hat, zählen beispielsweise Action This Day (1982: Hot Space), The Invisible Man (1989: The Miracle), Let Me Live (1995: Made in Heaven) und No-One But You (1997: Queen Rocks). Darüber hinaus sind die in zahlreichen Songs von Taylor gemeinsam mit May und Mercury aufgenommenen Backing Vocals ein besonderes Merkmal des Sounds von Queen. Insbesondere steuerte Taylor charakteristische, extrem hohe Backing Voices („screams“) bei, die zuweilen mit den singenden Gitarrensoli von Brian May zu einem einheitlichen Klang verschmelzen. Beispiele sind Seven Seas of Rhye, The March of the Black Queen, The Fairy Feller’s Master-Stroke, Ogre Battle, In the Lap of the Gods sowie Father to Son. Des Weiteren erwähnenswert ist Seaside Rendezvous, wo Taylor und Mercury nur durch Manipulation ihrer Stimmen Tubas, Klarinetten und Kazoos imitieren.

### Live
Bei Konzerten sang Mercury in der Regel alle Songs, nur Roger Taylors Titel I’m in Love With My Car interpretierte dieser selbst. Under Pressure sangen Mercury und Taylor zusammen. Auf der Magic Tour 1986 trat Taylor mit Mercury, Deacon und May bei den Rock-’n’-Roll-Titeln der 1950er Jahre an die Bühnenrampe und spielte mit ihnen, unterstützt von Spike Edney, (You’re So Square) Baby I Don’t Care, Gimme Some Lovin’, Hello Mary Lou und Tutti Frutti (siehe z. B. das Album Live at Wembley ’86).

### Songwriting
Bis 1980 sang Roger Taylor in der Regel seine eigenen Songs selbst:
- 1973: Queen: Modern Times Rock ’n’ Roll
- 1974: Queen II: The Loser in the End
- 1974: Sheer Heart Attack: Tenement Funster
- 1975: A Night at the Opera: I’m in Love With My Car (dem von Autorennen begeisterten Queen-Roadie John Harris gewidmet)
- 1976: A Day at the Races: Drowse
- 1977: News of the World: Sheer Heart Attack (gesungen hauptsächlich von Freddie Mercury) – Fight from the Inside (bei beiden Songs spielt Taylor auch Bass und Gitarre)
- 1978: Jazz: Fun It – More of That Jazz
- 1980: The Game: Rock It (Prime Jive) – Coming Soon (beide gesungen von Mercury und Taylor)
- 1980: Single Play the Game: A Human Body
- 1980: Flash Gordon: In the Space Capsule – In the Death Cell – Escape from the Swamp – Marriage of Dale and Ming (Koautor May) (alle instrumental)

Ab 1982 sang Freddie Mercury (mit einer Ausnahme) die von Taylor geschriebenen Titel:
- 1982: Hot Space: Action This Day (teilweise gesungen von Taylor) – Calling All Girls
- 1984: The Works: Radio Ga Ga – Machines (or Back To Humans) (Koautor May)
- 1984: Single Thank God It’s Christmas (Koautor May)
- 1986: A Kind of Magic: A Kind of Magic – Don’t Lose Your Head
- 1986: Single A Kind of Magic: A Dozen Red Roses for My Darling (instrumental)
- 1989: The Miracle: The Invisible Man – Breakthru
- 1989: Single The Invisible Man: Hijack My Heart (gesungen von Taylor)
- 1991: Innuendo: Innuendo (geschrieben vermutlich gemeinsam mit Mercury) – Ride the Wild Wind – These Are the Days of Our Lives
- 1995: Made in Heaven: Heaven for Everyone (die ursprüngliche Version erschien 1988 auf dem The Cross-Album Shove It)

Neben den (von 1989 bis 1991) bereits angeführten wurden weitere Songs lediglich unter der Autorenangabe „Queen“ veröffentlicht, siehe dazu Queen – Die Autoren der Queen-Songs.

## Soloprojekte

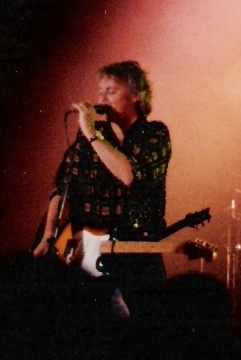
Roger Taylor mit The Cross (1990)

Bei seinen Soloprojekten spielte Roger Taylor neben Schlagzeug oft auch Gitarre, Bass und Synthesizer.
Seine erste Solo-Veröffentlichung war die Single I Wanna Testify (1977), auf deren B-Seite der Titel Turn On the TV enthalten ist.
Am 4. April 1981 erschien sein erstes Soloalbum, Fun in Space. Autor sämtlicher Titel ist Taylor, der auch fast alle Instrumente selbst einspielte. Als Singles wurden Future Management und My Country ausgekoppelt.
Das nächste Album Strange Frontier folgte am 25. Juni 1984. Auf dem Song It’s an Illusion sind als Gäste John Deacon am Bass sowie Koautor Rick Parfitt von Status Quo an der Gitarre dabei; Deacon war auch verantwortlich für die (auf B-Seiten veröffentlichten) Single-Remixe von I Cry for You. In Killing Time ist kurz die Stimme von Freddie Mercury zu hören. Diesmal nahm Roger Taylor auch Cover-Versionen von Bruce Springsteen (Racing in the Streets) und Bob Dylan (Masters of War) auf. Die Singles des Albums waren Man on Fire und Strange Frontier. Produziert wurde das Album von Taylor und den von Queen-Produktionen bekannten Produzenten Mack und David Richards.
1987 gründete Roger Taylor seine eigene Band, The Cross; ihr gehörte u. a. Spike Edney an, der bereits Queen als Tour-Keyboarder begleitet hatte. Drei Alben wurden in den folgenden Jahren veröffentlicht; auf dem ersten ist Taylor der Autor sämtlicher Songs, auf den folgenden beiden sind Songs von allen fünf Bandmitgliedern zu hören:
Die Band wurde 1993 aufgelöst. Mit Josh Macrae, dem Schlagzeuger von The Cross, produzierte Taylor in den folgenden Jahren seine Soloalben.
Taylors drittes (alleiniges) Soloalbum Happiness? erschien am 9. September 1994. Sämtliche Stücke wurden von ihm geschrieben, bei Foreign Sand war Yoshiki Koautor. Diesmal waren zahlreiche Gastmusiker beteiligt, u. a. Jason Falloon (Gitarre), Phil Spalding und Phil Chen (Bass), Mike Crossley (Klavier und Keyboard) Catherine Porter (Backing Vocals) und Joshua Macrae (Synthesizer-Programmierung). Die Aufnahmen entstanden in Taylors eigenem Studio in Cosford Mill.
1998 wurde mit Electric Fire Roger Taylors viertes Solowerk veröffentlicht. Koproduzent gemeinsam mit Taylor war wie beim Vorgänger-Album Joshua J. Macrae, der ehemalige Schlagzeuger von The Cross. Als Gastsängerin ist darauf Treana Morris zu hören. Die Tracks Pressure On und Surrender erschienen auch als Singles.
Am 23. November 2009 erschien (auf Queenonline.com und ITunes) die Single The Unblinking Eye (Everything Is Broken). In diesem Song handelt er kritisch den Afghanistan-Krieg und die Europapolitik der britischen Regierung ab. In dem Lied spielt Taylor das erste Mal auf einer Veröffentlichung Stylophone.
Im November 2013 erschien Roger Taylors fünftes Soloalbum Fun on Earth. Gleichzeitig wurde das zwölf CDs und eine DVD umfassende Boxset The Lot veröffentlicht. Es enthält sämtliche Alben von Taylor und The Cross sowie vier weitere CDs mit auf Singles erschienenen beziehungsweise unveröffentlichten Stücken.
Im April 2019 erschien die digitale Single Gangsters Are Running This World.

### Diskographie Solo

#### Studioalben
- 1981: Fun in Space
- 1984: Strange Frontier
- 1994: Happiness?
- 1998: Electric Fire
- 2013: Fun on Earth
- 2021: Outsider

#### Live-Alben
- 2022: Outsider Tour Live

#### Mit The Cross
- 1988: Shove It
- 1990: Mad, Bad and Dangerous to Know
- 1991: Blue Rock

## Weitere Aufnahmen
Roger Taylor war als Sänger, Schlagzeuger, Gitarrist und Produzent u. a. an folgenden Projekten anderer Gruppen und Musiker beteiligt:
| Jahr | Interpret                              | Lied                                                   | Album/Single/Film                                                                               | Taylors Beitrag                                                                    |
| ---- | -------------------------------------- | ------------------------------------------------------ | ----------------------------------------------------------------------------------------------- | ---------------------------------------------------------------------------------- |
| 1973 | Al Stewart                             |                                                        | Past, Present & Future                                                                          | Perkussion                                                                         |
| 1975 | Fox                                    | Survival                                               | Tails of Illusion                                                                               | Begleitgesang                                                                      |
| 1975 | Eugene Wallace                         |                                                        | Dangerous                                                                                       | Schlagzeug                                                                         |
| 1976 | Ian Hunter                             | You Nearly Did Me In                                   | All-American Alien Boy                                                                          | Begleitgesang von Taylor, Freddie Mercury, Brian May                               |
| 1979 | Hilary Hilary                          | How Come You’re So Dumb?                               |                                                                                                 | Autor, Arrangement, Produktion, Gitarre, Schlagzeug, Keyboard, Bass, Begleitgesang |
| 1981 | Mel Smith                              | Mel Smith’s Greatest Hits – Richard and Joey           | Mel Smith’s Greatest Hits (Single)                                                              | Produktion, alle Instrumente, Backing Vocals                                       |
| 1981 | Gary Numan                             | Crash – You Are You Are – Moral                        | Dance                                                                                           | Schlagzeug und Percussion                                                          |
| 1982 | Kansas                                 | Right Away – Diamonds & Pearls – Play the Game Tonight | Vinyl Confessions                                                                               | Begleitgesang                                                                      |
| 1982 | Billy Squier                           | Emotions in Motion                                     | Emotions in Motion                                                                              | Begleitgesang von Taylor und Freddie Mercury                                       |
| 1983 | Brian May & Friends                    | Star Fleet (Single)                                    | Star Fleet Project (Mini-Album)                                                                 | Begleitgesang                                                                      |
| 1985 | Jimmy Nail                             | Love Don’t Live Here Anymore (Single-Auskopplung)      | Take It or Leave It                                                                             | Schlagzeug, Synthesizer; Produktion gemeinsam mit David Richards                   |
| 1985 | Camy Todorow                           | Bursting at the Seams                                  | Bursting at the Seams (Single)                                                                  | Schlagzeug, Produktion mit David Richards                                          |
| 1985 | Elton John                             | Too Young                                              | Ice on Fire                                                                                     | Schlagzeug (John Deacon: Bass)                                                     |
| 1985 | Feargal Sharkey                        | Loving You (Single)                                    |                                                                                                 | zusätzliches Schlagzeug, Koproduktion mit David Richards                           |
| 1985 | Debbie Byrne                           | Fools Rush In                                          | Persuader                                                                                       | Schlagzeug                                                                         |
| 1986 | Virginia Woolf                         |                                                        | Virginia Wolf                                                                                   | Produziert gemeinsam mit David Richards                                            |
| 1986 | Roger Daltrey                          | Under a Raging Moon                                    | Under a Raging Moon                                                                             | Schlagzeug zusammen mit anderen Schlagzeugern                                      |
| 1986 | Elton John                             | Angeline                                               | Leather Jackets                                                                                 | Schlagzeug (John Deacon: Bass)                                                     |
| 1986 | Magnum                                 | When the World Comes Down – Sometime Love              | Vigilante                                                                                       | Produktion des gesamten Albums, Begleitgesang in zwei Titeln                       |
| 1987 | Freddie Mercury                        | The Great Pretender                                    | The Great Pretender (Single)                                                                    | Begleitgesang (auch im Video)                                                      |
| 1989 | Sigue Sigue Sputnik                    | Dancerama                                              |                                                                                                 | Remix-Produktion                                                                   |
| 1989 | Rock Aid Armenia                       | Smoke on the Water                                     |                                                                                                 | Schlagzeug                                                                         |
| 1989 | Ian & Belinda                          | Who Wants to Live Forever (mehrere Versionen)          | Who Wants to Live Forever (7"- bzw. 12"-Benefizsingle für den British Bone Marrow Donor Appeal) | Schlagzeug (Brian May: Produktion, Gitarre; John Deacon: Bass)                     |
| 1991 | Hale and Pace                          | The Stonk                                              |                                                                                                 | Schlagzeug (Brian May: Gitarre)                                                    |
| 1992 | Shakin’ Stevens                        | Radio                                                  | The Epic Years                                                                                  | Schlagzeug                                                                         |
| 1997 | SAS Band                               | That’s the Way God Planned It                          | SAS Band                                                                                        | Schlagzeug, Gesang (John Deacon: Bass)                                             |
| 2001 | Geldof                                 |                                                        | Sex, Age & Death                                                                                | Schlagzeug, Begleitgesang                                                          |
| 2010 | Kerry Ellis                            | No One but You                                         | Anthems                                                                                         | Schlagzeug (produziert von Brian May)                                              |
| 2011 | Bob Geldof                             |                                                        | How to Compose Popular Songs That Will Sell                                                     | Begleitgesang, Perkussion                                                          |
| 2015 | Sarina Taylor                          |                                                        | Solitary                                                                                        | Komposition                                                                        |
| 2010 | Taylor Hawkins and the Coattail Riders | Your Shoes                                             | Red Light Fever                                                                                 | Begleitgesang                                                                      |